# Die Linke Saarland
Die Linke Saarland (Eigenschreibweisen DIE LINKE. Saar und DIE LINKE. Landesverband Saarland) ist der Landesverband der Partei Die Linke im Saarland.

## Geschichte

### Vorgeschichte
Nach der Umbenennung der SED in PDS versuchte sich die PDS auch in Westdeutschland zu etablieren. Der Landesverband der PDS im Saarland gründete sich 1994.
Zur Bundestagswahl 2005 benannte sich die PDS im Rahmen der geplanten Verschmelzung mit der WASG in Linkspartei.PDS um und öffnete ihre Liste für WASG-Mitglieder. 2005 wechselte Oskar Lafontaine, der ehemalige Ministerpräsident des Saarlandes, von der SPD in die WASG und sorgte so für einen Popularitätsschub des Wahlbündnisses. So wurde aus der oft als „Ostpartei“ gescholtenen Linkspartei durch den von ihm vertretenen Sozialpopulismus und durch seine hohe Popularität im Saarland eine politische Kraft mit großem Wählerrückhalt.

### Wahlerfolge seit der Fusion
Die Partei Die Linke wurde am 9. September 2007 als Zusammenschluss aus den Landesverbänden der PDS und der WASG gebildet. Nach eigenen Angaben belief sich die Mitgliederzahl auf rund 1730 Mitglieder. An diesem Tag fand der erste Landesparteitag der Linken Saarland statt, bei dem auch die Satzung verabschiedet wurde.
Bei der Landtagswahl im Saarland 2009 erreichte der Landesverband 21,3 Prozent und erhielt 11 Landtagssitze. Sie profitierte dabei auch von der Spitzenkandidatur Oskar Lafontaines: Dieser war in seinen Zeiten als SPD-Politiker von 1976 bis 1985 Oberbürgermeister von Saarbrücken und im direkten Anschluss bis 1998 Ministerpräsident des Saarlands und hatte sich in dieser Zeit eine beträchtliche Popularität erarbeiten können. So lag die Linkspartei im Regionalverband Saarbrücken mit 24,6 Prozent der Stimmen vor der SPD.
Bei der vorgezogenen Landtagswahl im Saarland 2012 nach dem Ende der sogenannten Saarmaika-Koalition aus CDU, FDP und Grünen erreichte der Landesverband 16,1 Prozent und erhielt 9 Landtagssitze. Damit blieb sie jedoch drittstärkste Kraft. Sie verlor jedoch einen Sitz, nachdem Pia Döring noch vor der konstituierenden Sitzung zur SPD wechselte. Erneut mit Spitzenkandidat Oskar Lafontaine angetreten verlor die Partei 5,2 Prozentpunkte. Es folgte die Landtagswahl im Saarland 2017, bei der die Linke erneut Stimmen verlor und 12,9 Prozent und 7 Landtagssitze erreichte.

### Innerparteiliche Konflikte
Die Linke im Saarland spaltete sich in der Folgezeit in ein Lager um den seinerzeitigen Vorsitzenden Thomas Lutze und ein Lager um Oskar Lafontaine, das im Saarland populärste Mitglied der Linken. Der Konflikt wurde öffentlich ausgetragen.
Im Vorfeld zur Landtagswahl im Saarland 2017 wurden Vorwürfe laut, Thomas Lutze habe die Listenaufstellung manipuliert. Die Landeswahlleiterin konnte jedoch die Wahlrechtsverstöße nicht gerichtsfest belegen und ließ die Liste daher zu. Astrid Schramm warf Lutze vor, Parteimitglieder bei der Abstimmung bestochen und Mitgliederlisten gefälscht zu haben. Gegen Lutze wurde daraufhin wegen Urkundenfälschung ermittelt und seine Immunität aufgehoben.
Im Vorfeld zur Bundestagswahl 2021 kam es erneut auf Grund der Listenerstellung zu massiven Konflikten in der Partei. Zudem eskalierte der Streit zwischen Thomas Lutze, Vorsitzender der Saarlinken seit 2019, und dem Landtags-Fraktionsvorsitzenden Oskar Lafontaine. Bei der Listenaufstellung konnte sich Lutze in einer Kampfabstimmung gegen den Landtagsabgeordneten Dennis Lander durchsetzen und belegte mit Platz 1 den einzigen aussichtsreichen Platz für die Bundestagswahl. Lafontaine rief öffentlich dazu auf, die Linken im Saarland nicht mit der Zweitstimme zu wählen. In der Saar-Linken war die Haltung gespalten: Während der Landesvorstand Lutze unterstützte und den Ausschluss Schramms und Lafontaines forderte, stand die Fraktion hinter Lafontaine und forderte ihrerseits einen Rückzug Lutzes.
Am 19. Juli 2021 wurden Unregelmäßigkeiten bei der Listenerstellung öffentlich. Zwei Mitglieder der Partei beantragten beim Landeswahlleiter, die Liste nicht zuzulassen. Im Vorfeld seien Mitglieder wegen angeblicher fehlender Beitragszahlungen ohne Mahnung, wie es die Satzung vorschreibt, aus der Partei ausgeschlossen worden. Auch seien die Mitgliederlisten manipuliert worden. Lutze wies die Vorwürfe mehrfach zurück. Die Liste wurde jedoch am 30. Juli 2021 vom Landeswahlausschuss mit Bedenken zugelassen.
Bereits im August 2018 hatte die Landtagsabgeordnete Dagmar Ensch-Engel im Zusammenhang mit diesen Streitigkeiten die Linken-Fraktion im Landtag verlassen. Im November 2021 wurde Barbara Spaniol aus der Landtagsfraktion ausgeschlossen. Beide gründeten anschließend eine neue Fraktion namens Saar-Linke. Bei der Landtagswahl im Saarland 2022 war Spaniol Spitzenkandidatin, Ensch-Engel führte die Wahlkreisliste Saarlouis an. Kurz vor der Wahl gab Lafontaine seinen Parteiaustritt bekannt. Bei der Wahl erreichte die Partei lediglich 2,6 % der Stimmen und schied aus dem Landesparlament aus.

## Organisation und Struktur

### Räumliche Strukturen
Der Landesverband Saarland ist Gliederung der Bundespartei Die Linke und gliedert sich wiederum in die sechs Kreisverbände Saarbrücken, Saarlouis, Merzig-Wadern, Sankt Wendel, Neunkirchen und Saarpfalz, deren Gebiet jenem der 5 saarländischen Landkreise bzw. des Regionalverbands Saarbrücken entspricht.
Zudem existieren so genannte Ortsverbände, bei welchen es sich jedoch nicht um Gliederungen der Partei im eigentlichen Sinne, sondern um freiwillige Zusammenschlüsse innerhalb der Kreisverbände handelt.

### Inhaltliche Strukturen
Das Gros der inhaltlichen Arbeit übernehmen die (aktuell 23) Landesarbeitsgemeinschaften. Diese behandeln jeweils ein abgestecktes Themenfeld. Sie unterhalten eine mehr oder weniger intensive Verbindung zur entsprechenden Bundesarbeitsgemeinschaft.
Auch als Landesarbeitsgemeinschaften organisiert sind die Landesverbände der inhaltlichen Strömungen Sozialistische Linke (SL), Kommunistische Plattform (KPF) und Forum Demokratischer Sozialismus (fds).

### Organisatorische Strukturen
Organe des Landesverbandes sind:
- der Landesparteitag als höchstes Gremium, dass beispielsweise über das Parteiprogramm und -satzung beschließt und den Landesvorstand wählt. Er tritt mindestens einmal jährlich zusammen.
- der Landesausschuss als höchstes Gremium zwischen zwei Parteitagen, der den Jahresfinanzplan beschließt und der den Landesvorstand kontrolliert. Er tritt mindestens zweimal jährlich zusammen.
- der Landesvorstand, der die laufenden Geschäfte führt, die Partei nach außen vertritt und tagespolitische Stellungnahmen erarbeitet
- der Landesfinanzrat, der sich aus den Landes- und Kreisschatzmeisterinnen und -schatzmeistern zusammensetzt

Hinzu kommt die Landesschiedskommission als innerparteiliches Schiedsgericht.

### Räumlichkeiten
Die Linke Saarland betreibt in der Hochstraße 119 in Saarbrücken ihre Landesgeschäftsstelle, die dem Landesgeschäftsführer sowie der Buchhaltung als Arbeitsstätte dient und von zahlreichen Parteigliederungen als Tagungsort Verwendung findet.
Zudem betreibt der Bundestagsabgeordnete Thomas Lutze zwei Bürgerbüros in Saarbrücken und Neunkirchen.

## Personen

### Landesvorsitzende
- 2007–2013: Rolf Linsler
- 2013–2017: Astrid Schramm
- 2017–2018: Jochen Flackus[27]
- 2019–2022: Thomas Lutze[28]
- seit dem 11. September 2022: Barbara Spaniol[29]

## Landtagswahlergebnisse
Im Landtag der 14. Wahlperiode (2009–2012) war die Linke mit 11 Abgeordneten, im Landtag der 15. Wahlperiode (2012–2017) mit 8 Abgeordneten und im Landtag der 16. Wahlperiode (2017–2022) mit 7 Abgeordneten vertreten:

### Landtagsabgeordnete
- 2009–2012: Lothar Schnitzler
- 2009–2012: Wolfgang Schumacher
- 2009–2013: Rolf Linsler
- 2009–2017: Heinz Bierbaum
- 2009–2017: Heike Kugler
- 2009–2012 und 2013–2017: Birgit Huonker
- 2009–2022: Dagmar Ensch-Engel
- 2009–2022: Oskar Lafontaine
- 2009–2022: Ralf Georgi
- 2009–2022: Astrid Schramm (Parteiausschluss Juni 2021)[30]
- 2009–2022: Barbara Spaniol
- 2017–2022: Jochen Flackus (Parteiaustritt März 2022)[31]
- 2017–2022: Dennis Lander

## Saarländische Abgeordnete der Linken im Bundestag
Der saarländische Landesverband der Linken ist derzeit mit einem Abgeordneten im Deutschen Bundestag vertreten:
- 2005–2009: Volker Schneider
- 2005–2009: Hans-Kurt Hill
- 2009–2023: Thomas Lutze
- 2005–2010: Oskar Lafontaine
- 2010–2013: Yvonne Ploetz
- seit 2025: Moses Arndt[32]